# Naitō Yukiyasu

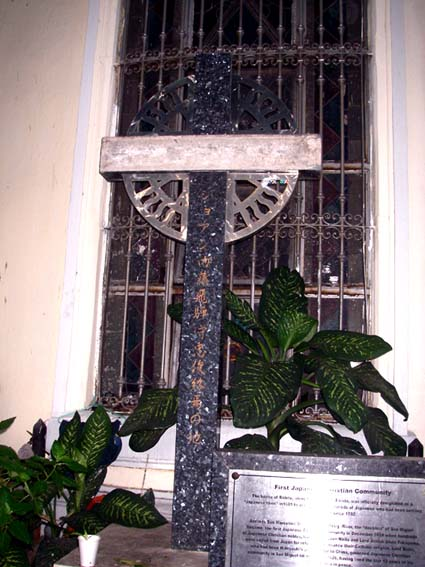
Mémorial à Naitō Joan.

Naitō Yukiyasu est un nom japonais traditionnel ; le nom de famille (ou le nom d'école), Naitō, précède donc le prénom (ou le nom d'artiste).
Naitō Joan (内藤 如安, vers 1550-1626) est un samouraï, fils de Matsunaga Nagayori. Baptisé en 1564, il est banni à Manille par l'ex-shogun Tokugawa Ieyasu en 1614 et y meurt en 1626. Il est aussi appelé « Naitō Tadatoshi » (内藤 忠俊).